# Diadegma trochanteratum
Diadegma trochanteratum là một loài tò vò trong họ Ichneumonidae.